# أنا سلطان قانون الوجود
أنا سلطان قانون الوجود مجموعة قصصية صدرت عام 1970م للأديب يوسف ادريس. تشتمل علي 8 قصص وهي ( أنا سلطان قانون الوجود - جيوكندا مصرية - البراءة - لحظة قمر - حوار خاص - سيف يد - حكاية مصرية جدا - عن الرجل والنملة)

## نبذة عن
اختار الكاتب هذا الاسم لسيادة القوة التي تحكم العالم من بداية الخليقة إلى آخر الزمان. فالقوى هو من يحكم ويأمر ويقود. والقوة لها اشكالها وانواعها. فسلطان في قصه يوسف ادريس هو اسم الاسد الذي قتل لاعب السيرك الشهير محمد الحلو . فطالما امتعنا محمد الحلو وبهرنا بشجاعته فهو يقف داخل قفص خمس أو ست اسود يأمرهم فيطاع فالاسد ملك الغابة واقوى الحيوانات يخافه و يخاف صوته، فبنظرة حادة قوية من محمد الحلو إلى عين سلطان تشعره بالخوف. فيرضخ له الاسد فهناك الاقوى الذي يقود. ومرت الايام والسنين وكبر محمد الحلو وكبر سلطان واراد محمد الحلو ان يكسب الكثير من المال على الأقل لتأمين شيخوخته. فلم يعد يبالى كثيرا بأرهاب الأسود. فشعر الاسد سلطان بذلك ورأى محمد الحلو ما هو الا مهرج ارزقجى..فكيف يخضع له وبغرزة القائد ملك الغابة. فطالما امرة واطاع ولكن اليوم فقط عليّ ان اعيد خوفى منه فهو يحب ذلك الخوف واعتاد عليه فالاقوى هو الاجدر بالقيادة اما انا سلطان أو سيدة محمد الحلو ففى إحدى ليالى العرض المعتادة ضرب الاسد سلطان محمد الحلو ضربة مداعبا ومثيرا له حتى يظهر محمد الحلو قوته التي طالما عاش فيها ان يرد له الصاع. ولكن الحقيقة ان محمد الحلو كان اضعف من يتحمل الضربة وان القوى التي يظهرها القائد ما هي الا وهم كبير عاش فيه وصدقه. فمات محمد الحلو متأثر بالضربة ومات الاسد حزنا على قائده مات بعد أن رفض ان يأكل من يد غير يد محمد الحلو فالقوة هي سيادة الوجود حتى لو كان وهما صنعنا منه الها لنعبده.

## محتوى الكتاب

### أنا سلطان قانون الوجود
يروي لنا الكاتب فيها الحادثة الشهيرة التي افترس فيها الأسد سلطان مدربه العالمي محمد الحلو في حفل افتتاح رمضاني للسيرك، ويناقش السبب وراء ذلك الحدث الشنيع ويخلص إلى نتيجة مؤداها أن الأسد لم يفترس مدربه إلا حينما غابت نظرة القوة والسيطرة من عين مدربه وشعر بضعفه، لأن هذا هو قانون الوجود والحياة في الحياة والغابة، ويرثي إلى ما آل إليه حال السيرك وحال البلد في تلك الحقبة 1972، حيث سادت البلد والسيرك حالة من البلادة والإهمال.

### جيوكندا مصرية
يتحدث عن العلاقة التي ربطت بين محمد ابن مهندس الطلمبات المسلم البالغ من العمر أربعة عشرة عاما، وحنونة ذات الست عشرة ربيعا ابنة كبير أسطوات الطلمبات المسيحي، ويوما بعد يوم يزداد هيام محمد بحنونة ويتخيلها العذراء وهو المسيح ويتمنى لو حضنته كما في صورة العذراء الشهيرة، ومع أنه يخفي عنها هذا الإحساس إلا أنه ذات يوم حين يزورها في بيتها بعد أن امتنعت عن رؤيته بعد أن تناقلت الألسن أخبار لقاءاتهما الدائمة، وفي حجرتها فوجئ بها تضمه إلى صدرها فتحقق حلمه، لكنه أفاق على وقع خطوات أبيها الذي قال له جملة ظلت تردد في أعماقه محدثة له الألم والمرارة: أنا كنت فاكرك جدع يامحمد. وتم الفراق بزواجها من ابن عمها سريعا.

### البراءة
يحكي عن بطلها الذي يشاهد أمامه كل المغريات من مال ونساء لكنه يقاوم كل ما يساق إليه سواء كان بالترهيب أو بالترغيب ولا يسقط، لكنه يكتفي بمشاهدة ما يحدث أمامه، ثم يفاجئ بابنه الصغير يخرج مسدسا ويرديه قتيلا، قصة رمزية تدعونا للطهر والشفافية والبحث عن البراءة في أعماقنا، فلا يكفي ألا نمارس الفحشاء والسرقة وكل الصفات الذميمة، بل علينا أيضا ألا نتمتع بالفرجة عليها.

### لحظة قمر
يتحدث فيها عن بطل القصة الذي يرى القمر في فجوة سماوية بين عمارتين شاهقتين قاطينيهما من السياح، الذين يمرحون في فترة ما بعد الخروج من الحرب، والاستعداد لكل ماهو آت. القصة تبعث على الأمل رغم حالة الضياع التي يحياها الناس بعد الحرب، فهم يرقصون رقصة أشبه برقصة الموت أنستهم أنهم جزء من كون متسع وأنهم صاروا ككرة البنج بونج، لكن في نهاية القصة يظهر القمر ويبدو البطل كمن تنفس الصعداء بعد يأس من الزمان والمكان ومن فيه.

### حوار خاص
فبطلها يدير حوارا صامتا بينه وبين نفسه بعد أن استبد به الإحساس بالقوة، فهو يقود عربته ويتحكم في مقودها والطربق أمامه خال، وقد خرج قبل ذلك من عملية بالقلب كانت جد صعبة لكن الطبيب الجراح قال له إن قلبه خرج من العملية أقوى مما كان، يستبد به الإحساس بالسيادة ويتذكر قصص الطفولة، وفشل العلماء في إثبات الشئ فقالوا: الله. ثم يخاطب الله بأسلوب فيه تعالى ولا يعتذر لله بحجة أنه هو الذي خلقه على هذه الشاكلة، ويعيد طرح السؤال بصوت عال: هل أنت هناك يا الله..؟وفجأة يجد العربة تسير وحدها وكأنه يطير في الهواء، ويكتشف أن الإطار قد انفجر ولم يعد للمقود تأثير على حركة السيارة، ويعيش لحظة نادرة تقربه من النهاية، فيجد نفسه يقول: يا ستار يارب. وحين تقف العربة بمعجزة دون خسائر يسأل الله هامسا: أهكذا يجيب الإله..؟وقفة حاسمة مع النفس وقفها بطل القصة وأدرك أن الله موجود ومسيطر ويفرض سلطانه وقدرته على سائر الخلق فهو الذي أنقذه بعد فقد الأمل، وهو أيضا الرزاق يهب الرزق والحياة لمن يريدمن مخلوقاته، بان ذلك من سطور القصة الأخيرة حين رأى بطل القصة نملا تحمل شيئا بين حبات الرمال.

### سيف يد
نجد بطل القصة الموظف يشارك آخر في العمل ولا يجمعهما شيء من الود، بل أن النفاق والحب المزيف هو القاسم المشترك بينهما، عشر سنوات عاشها البطل مع هذا الزميل وهو الذي اعتاد أن يشي به إلى أصحاب القرار، وخوفا على الأولاد وانقطاع مصدر الرزق كان الصمت لازما، وتزداد شحنة الكراهية بينهما ويجد هذا البطل المخرج من أزمته مع شريك العمل في عراك ابنه مع زميل له اعتاد أن يشيع عنه بأنه لص، فما كان من الأبن إلا أن لقن زميلة علقة ساخنة ولم يتركه حتى اعترف للجميع بأنه يكذب عليه.وكانت المعركة شديدة بين البطل وزميله حين قرر البطل أن يحذو حذو ابنه، فانهار الاثنان بعدها وسقطا على الأرض بلا حراك. وحين لمح البطل الجزء الأصلع من رأس زميله رق له في نفسه وقال: بعد عامين على الأكثر سيكون الصلع قد شمل كل رأسه، مسكين.الكبت يولد الانفجار، ولابد لكل شحنة من تفريغ، في كل الأمور المادية والمعنوية، معنى واضح أراد المؤلف أن يضعه أمامنا حتى لا نصل إلى حافة الهاوية وحتى تتطهر نفوسنا من أحقادها، فبعد أن تخلص البطل من شحنة الغل المختزنة منذ سنوات والموجهة تجاه زميله، صفت نفسه له وشعر بالحزن عليه فجأة من أجل الصلع الزاحف في رأسه.

### حكاية مصرية جدا
نرى شحاذا يقفز فجأة داخل عربة تاكسي ويطلب من السائق الذهاب إلى محطة مصر، ونعلم من تفاصيل القصة أن هذا الشحاذ يقف في هذا المكان الراقي لأنه صار خبيرا في نوعية البشر الذين يطلب منهم المال، ولذا فقد اتفق مع عسكري المرور أن يطيل زمن إشارة الوقوف للسيارات حتى يتسنى له جمع أكبر عدد من النقود وذلك في مقابل مبلغ من المال يعطيه له، وبما أن اليوم موسم والرزق كان وافرا فقد فر الشحاذ من العسكري حتى لا يعطيه المبلغ المتفق عليه، وحين قال له سائق التاكسي بأن العسكري سيطالبه به في الغد، أجابه الشحاذ بأن اليوم هو آخر يوم لذلك العسكري في هذا المكان وغدا سيأتي شرطيا آخر وسيكون هناك اتفاقا آخر، وحين سأله سائق التاكسي لماذا يريد الذهاب إلى محطة مصر، أخبره في دهاء بأن القادمين الجدد للعاصمة عادة ما تكون جيوبهم مليئة بالنقود وقلوبهم مليئة بالرحمة قبل أن تتيبس تلك القلوب لشدة ما يرونه في العاصمة إن أطالوا البقاء.دهاء، مكر، جشع، فهلوة، تلك الصفات هي من إبرز صفات الشخصية المصرية ولذا فقد كان عنوان هذا القصة مناسبا لأبعد حد.

### عن الرجل والنملة
وتحدث فيها عن البطل المسجون في قضية سياسية مع زميل له، وفي عتمة الليل يدفع السجان شخصا ثالثا كان على حافة الموت، حاول البطل وزميله استنطاق ذلك السجين الجديد عن سر سجنه والأسباب التي جعلته يقف على حافة الموت هكذا مع أن جسده خال من الإصابات، وطمأنه بأنه وزميله طبيبان، وبعد أن أفاق الرجل من ذهوله أخبرهما أنه كان سجينا في معتقل آخر وأن القائم على أمر هذا المعتقل سخر منه وبعد أن مارس معه ومع باقي المساجين كل صنوف العذاب، أجبر ذلك الرجل أن يأتي بنملة من الجبل، ان يخلع ملابسه ويعاشرها معاشرة جنسية، وكان عليه أن ينفذ الأمر أمام الجميع. وبعد تحويل هذا السجين إلى المستشفى مات.قسوة بلا حدود، سادية بلا مبرر، وحياة أخرى في عالم يخلو من الإنسانية يكمن داخل المعتقلات، فهذا الرجل سجين الرأي والفكر كان عليه أن يخلع إنسانيته وهو يخلع ملابسه ليعاشر نملة معاشرة الأزواج أمام الجميع، صدمة نفسية لم يستطع احتمالها هدت كيانه وأوصلته إلى الموت.